# Сибирска ела
Сибирската ела (Abies sibirica) е вид ела от семейство Борови (Pinaceae). Видът е незастрашен от изчезване.

## Разпространение
Разпространен е в Китай, Киргизстан и Русия.